# Aathi
Aathi (inaczej Aadhi, tamilski: ஆதி) to kollywoodzki dramat miłosny i film akcji zrealizowany w 2006 roku w języku tamilskim przez Ramanę. W roli tytułowej Vijay, któremu towarzyszy Trisha Krishnan. W drugoplanowych rolach: Prakash Raj, Sai Kumar i Vivek. Film jest remakiem tollywoodzkiego (w języku telugu) hitu – Athanokkade.

## Muzyka
Autorem muzyki i piosenek jest Vidyasagar:
- Olli Olli Udambae
- Lealakku Lelakku Leala
- Thadakku Thadakku
- Athi Athikka
- Yeai Durra